# 해리 포터의 마법 생물 목록
마법 생물(영어: Magical creatures)은 J. K. 롤링의 해리포터 시리즈 가상 "마법 세계"에서 등장하는 다양한 마법 생물들을 가리킨다. 롤링은 시리즈에서 볼 수 있는 마법 동물에 대한 안내서 신비한 동물 사전을 출간했다.

## 마법 동물학
해리포터 시리즈의 마법 동물학은 "마법"(Magic)과 "동물학"(zoology)이 합쳐진 말로, 마법 동물을 연구하는 학문이다. 마법 동물학을 연구한 사람은 동물 학자로 알려져 있다. 특히 마법 생물의 규제 및 관리를 위해 마법부의 부서에서 일하는 동물학자가 있다. 이 시리즈의 세계에서 한 가지 주목할 만한 동물학자로는 뉴트 스캐맨더(Newt Scamander)가 있으며, 그는 전 세계를 여행하며 접한 마법 동물에 대한 교과서 신비한 동물 사전의 저자이다.

## 규제 및 분류
마법부의 마법 생물의 규제 및 통제 부서는 마법의 생물을 감시하고 규제 할 책임의 권한이 있다. 그것은 3개 부분(동물 부문, 생명체 부문과 영혼 부문)으로 나눠져 있다.

## 마법 동물 목록

### 동물(Beasts)
- 블래스트-앤디드 스크루트(Blast-Ended Skrewt) - 한국에서는 폭탄꼬리 스크루트라고 알려져있다. 맨티코어와 불게의 교배종이다.
- 보우트러클(Bowtruckle) - 잉글랜드의 서부 지방과 독일의 남부 지방, 스칸디나비아의 특정한 숲의 지팡이 나무에서 발견되는 나무 수호신 생물이다. 몸집이 작으며 나무껍질과 나뭇가지로 이루어진 몸통에 작은 갈색 눈을 가지고 있어서 눈에 잘 띄지는 않는다. 벌레를 잡아먹고 살며 성격이 온순하다. 또 나무를 함부로 꺾는 사람의 눈을 찌르며, 자물쇠를 여는 습성이 있다.

- 키마이레 (키메라)(Chimaera) - 염소의 몸통에 사자의 머리와 용의 꼬리가 달린 희귀한 괴물이다. 그리스에서 탄생하였으며 굉장히 사악하고 잔혹하다.
- 독시(Doxy) - '깨무는 요정'이라고도 불리는 독시는 요정과는 전혀 다른 종이지만 요정으로 오인된다. 독시의 몸은 검은 털로 뒤덮여 있고 네 개의 팔과 다리가 붙어있다. 둥근 모양의 날개를 가지고 있다. 북부 유럽과 미국 전역에서 발견된다.
- 드래곤(Dragon) - 모든 마법 동물 중에서 가장 유명하다. 암컷이 수컷보다 더 공격적인 성향을 가지고 있다. 모두 열 가지 종이 있으나 때로는 다른 종과 교배해 희귀한 혼혈종을 낳기도 한다.
  - 오스트레일리아 오팔아이(Antipodean Opaleye) - 발생지는 뉴질랜드이지만 서식지가 부족해져 오스트레일리아로 이주했다고 알려진다. 대부분의 용이 산에서 생활하지만 오팔아이는 주로 계곡에서 서식한다. 무지갯빛으로 빛나는 진주색 비늘과 여러 가지 색이 섞여 번쩍이는 동공이 없는 눈동자를 가졌다. '오팔아이'라는 이름은 눈동자에서 생겨난 것이다. 오팔아이의 알은 연한 회색이다. 가장 좋아하는 먹잇감은 양이다.
  - 중국 파이어볼(Chinese Fireball) - '사자 용'이라고도 불리며 유일하게 동양에 서식한다. 새빨갛고 부드러운 비늘이 온 몸을 뒤덮고 있다. '파이어볼'이라는 이름은 화가 났을 때 콧구멍에서 버섯 모양의 불길을 마구 내뿜기 때문에 생겨났다. 암컷이 수컷보다 크다고 한다. 파이어볼의 알은 선명한 붉은색 바탕에 황금색 점이 여기저기 박혀 있다. 거의 모든 포유류를 먹으며 그 중 돼지와 인간을 선호한다.
  - 웨일스 그린(Common Welsh Green) - 웨일스 지방에 서식한다. 웨일스 그린의 둥지는 초원보다 높은 산꼭대기에 위치해 있다. 용 중에서도 가장 말썽을 부리지 않는 종으로 꼽힌다. 오팔아이와 마찬가지로 양을 좋아한다. 가늘고 긴 불길을 내뿜는다. 초록색 점이 찍힌 흑갈색 알을 낳는다.
  - 헤브리디스 블랙(Hebridean Black) - 웨일스 그린과 비교했을 때 훨씬 공격적인 성향을 가지고 있다. 길이가 약 100미터이다. 거친 비늘로 몸 전체가 뒤덮여 있으며 눈동자는 빛나는 보라색이다. 날개는 박쥐와 비슷한 모양이다. 주로 사슴을 잡아먹는다.
  - 헝가리 혼테일(Hungarian Horntail) - 용 중에서 가장 사납고 위험한 종으로 알려져 있다. 몸이 온통 검은 비늘로 뒤덮여 있으며 눈동자는 노란색이다. 알은 시민트색이다. 주로 염소와 양을 잡아먹는다. 해리 포터와 불의 잔에서 해리가 상대한 드래곤이다.
  - 노르웨이 리지백(Norwegian Ridgeback) - 가장 희귀한 종류 중 하나이다. 물 속에 사는 생물을 잡아먹는다.
  - 페루 바이퍼투스(Peruvian Vipertooth) - 용 중에서 가장 몸집이 작고 가장 빠른 속도로 난다. 온 몸이 부드러운 비늘로 덮여있다. 송곳니에 치명적인 독성이 있다. 염소와 소를 주로 사냥한다.
  - 루마니아 롱혼(Romanian Longhorn) - 짙은 초록색 비늘이 온 몸을 뒤덮고 있다. 머리에 길고 번쩍거리는 황금 뿔이 달려있다.
  - 스웨덴 쇼트 스나우트(Swedish Short-Snout) - 은청색 용으로 푸른색 불길을 뿜는다. 사람들이 아무도 살지 않는 거친 산악 지대에 서식한다.
  - 우크라이나 아이언벨리(Ukrainian Ironbelly) - 용 중에서 가장 큰 종으로 몸무게가 6톤까지 나간다고 알려져있다. 하늘을 나는 속도가 느리다. 강철와 비슷한 색의 비늘을 가지고 있으며 눈은 짙은 붉은색이다.

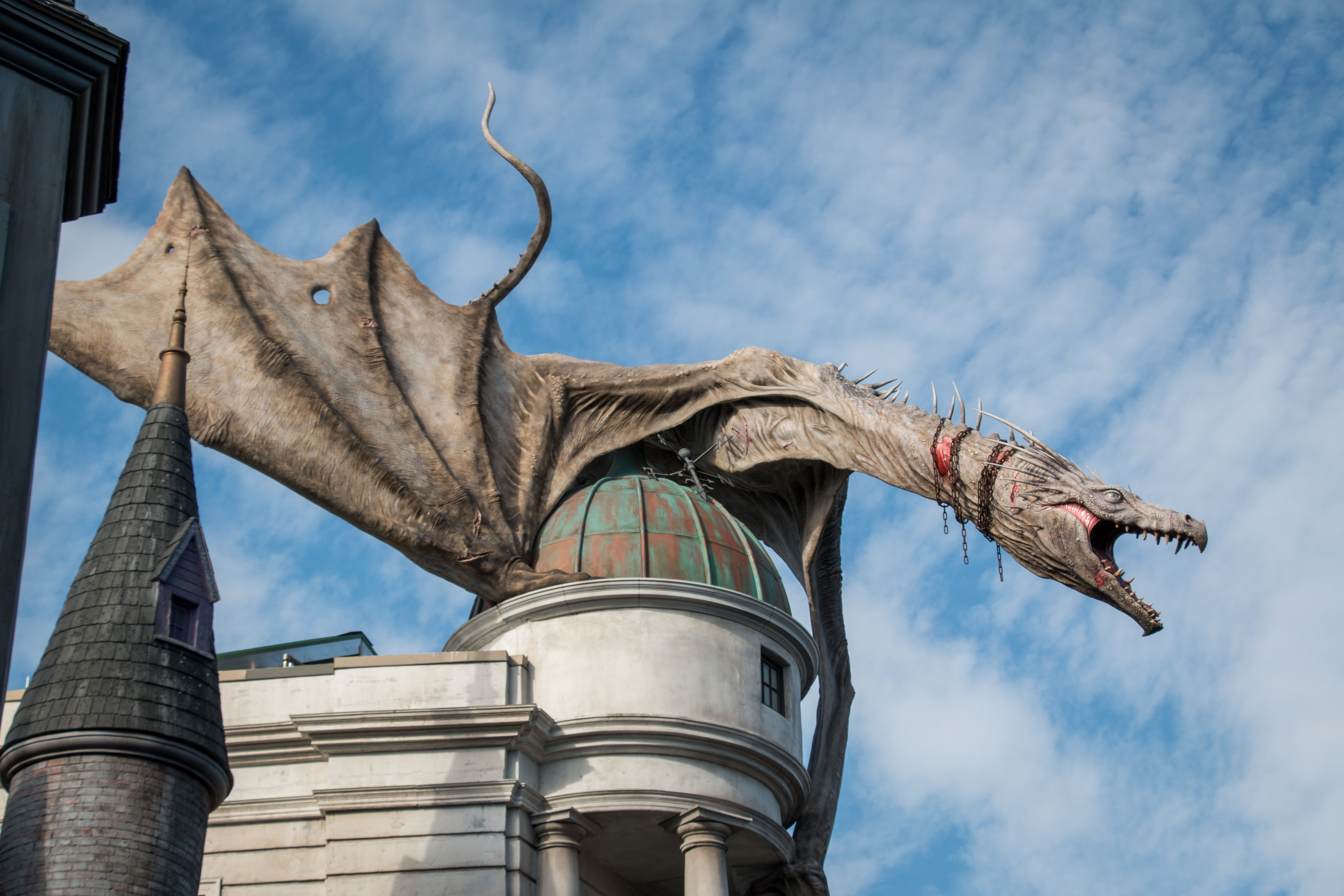
위저딩 월드 오브 해리 포터에 있는 우크라이나 아이언벨리

- 페어리(Fairy) - 약간의 지능을 가지고 있는 작고 아름다운 동물이다. 우거진 숲 속이나 풀밭에서 살고 있다. 요정의 날개는 종류에 따라서 투명하기도 하고 다양한 색을 띠기도 한다. 마법의 힘을 약간 가지고 있다. 허영심이 강하고 말을 하지는 못한다.
- 후레쉬-이팅 슬러그(Flesh-Eating Slug) - 식인 민달팽이
- 플로버웜(Flobberworm)
- 구울(Ghoul)
  - 카멜레온 구울 (Chameleon Ghoul)
- 대왕오징어(Giant Squid)
- 놈(Gnome)
- 골든 스니젯(Golden Snidget) - 날개가 달린 둥그런 스니젯이 멸종되려 하자 한 마법사가 대신 골든 스니치(Golden Snitch)를 발명했다.
- 그리핀(Griffin)
- 물귀신(Grindylow)
- 히포그리프(Hippogriff) -  유명한 것은 해그리드의 벅빅이 유일하다. 예의를 갖춘 사람만이 접촉할 수 있다. 예의를 갖추지 않고 접촉할 경우 그 사람을 공격한다.

- 임프(Imp)
- 크니즐(Kneazle)
- 어인(Merpeople)

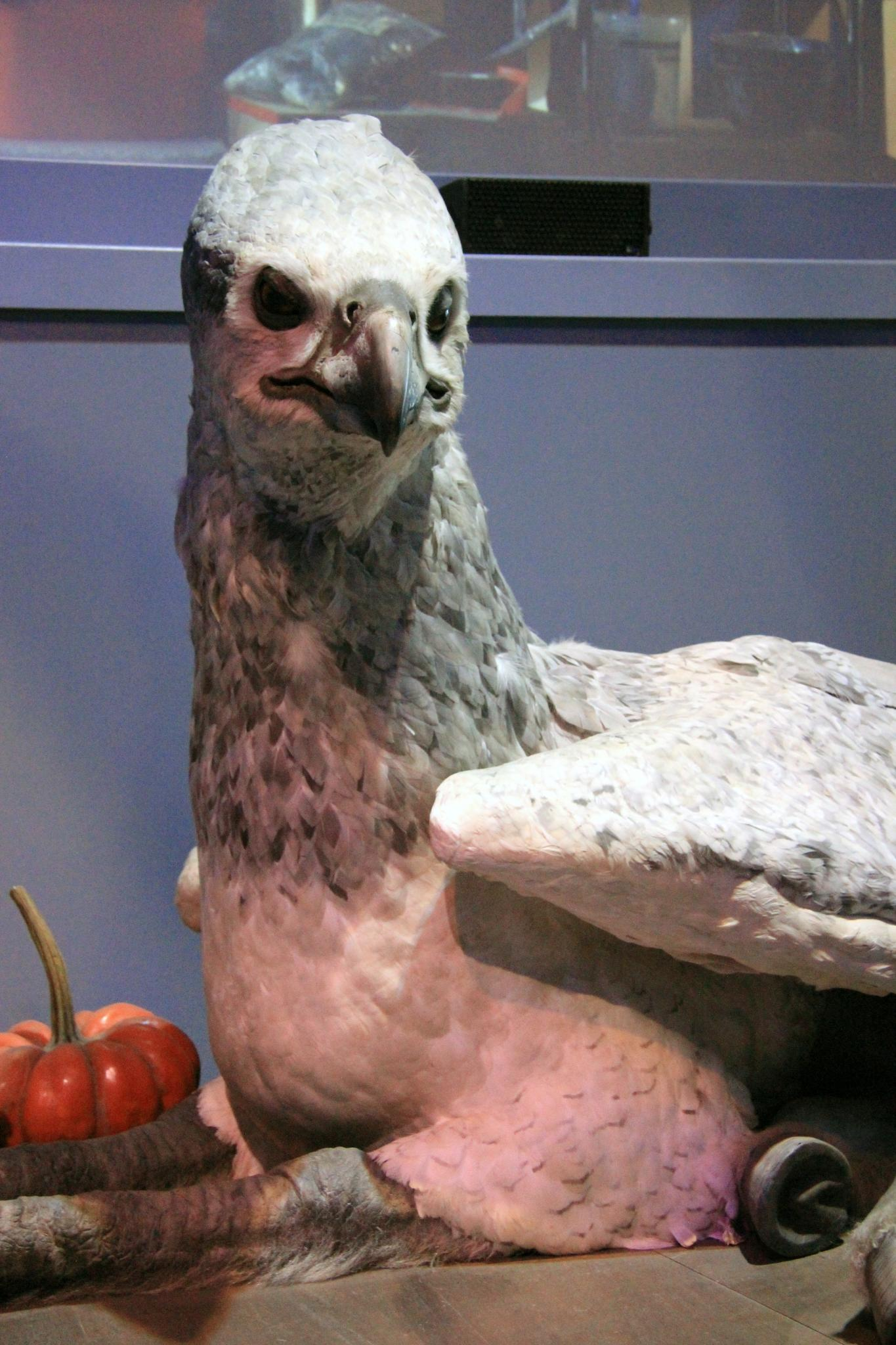

  - 인어(Mermaid) - 상체는 사람, 하체는 물고기인 생명체. 호그와트의 천문탑에서 보이는 검은 호수에도 산다.
- 모크(Moke)
- 니플러(Niffler)

니플러는 두더지와 오리너구리를 합쳐 놓은 것처럼
생겼으며, 반짝거리는 물건을 배에 있는 주머니에 넣어
수집한다.
- 불사조(Phoenix) - 말 그대로 불사의 삶을 사는 새. 죽을 때가 되면 불타오르면서 재가 되는데 그 재 안에서 또 다시 태어난다.(덤블도어의 퍽스) 또 눈물에는 강력한 치료 능력이 있다.
- 픽시(Pixie) - 파란색 몸에 큰 눈 그리고 작은 날개가 특징인 픽시는 엄청난 장난꾸러기에 힘이 세다.
- 퍼프스케인(Puffskein)
  - 피그미 퍼프(Pygmy Puff)
- 스핑크스(Sphinx)
- 트롤(Troll)
- 유니콘(Unicorn)

### 영혼(Spirits)
- 폴터가이스트(Poltergeist)
- 유령(Ghost)

### 알려지지 않은 존재
- 밴든 벤시(Banshee)
- 바이콘(Bicorn)
- 코카트리스(Cockatrice)
- 드베르그(Dwarf)
- 오거(Ogre)
- 케르베로스(Cerberus) - 머리가 세 개 달린 개(Three-Headed Dog). 해그리드의 플러피도 그중 하나이다.
- 벨라(Veela)
- 드리아데스(Dryad, Wood Nymphs)

### 바보들의 생물
- 블리버링 험딘저(Blibbering Humdinger)
- 크럼플 혼드 스놀캑스(Crumple-Horned Snorkack)

## 잘 알려진 생물

### 애크로맨투라(Acromantula)

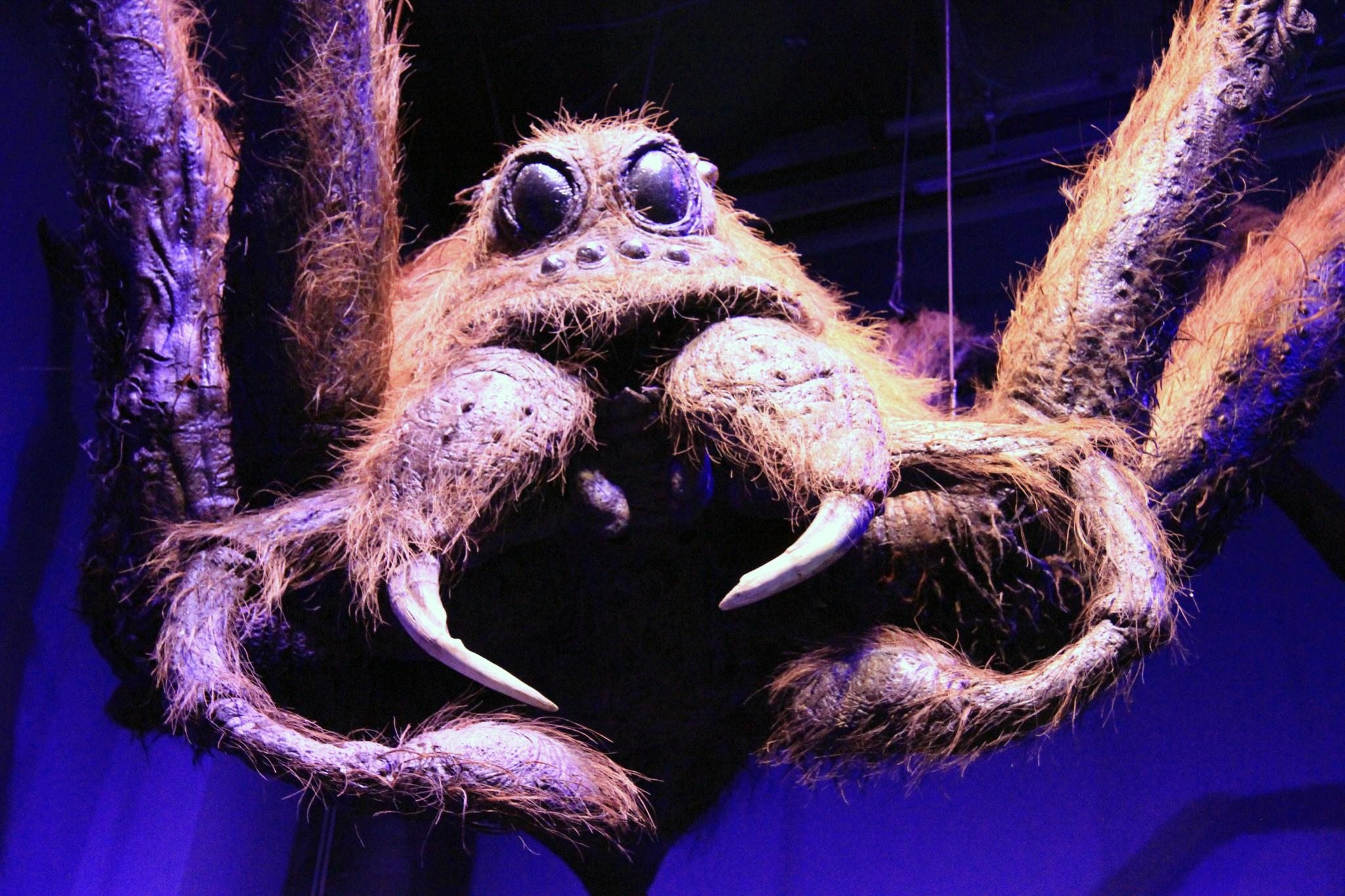
워너 브라더스 스튜디오 투어 런던에 전시된 아라고그(Aragog)

보르네오 태생의 금지된 숲에 집단으로 서식하고 있는 괴물 거미이다. 머글은 물론 마법사들조차도 길들이기 힘들고 위험한 동물로 인간의 말을 할 수 있으며, 인간의 지능을 가지고 있다. 눈은 8개이며 온 몸은 두꺼운 검은색 털로 뒤덮여 있다. 애크로맨투라는 마법사의 거처나 보물 등을 지키기 위해 마법으로 만든 것으로 추정되고 있다. 호그와트의 교수들은 비밀의 방에 있는 괴물이 애크로맨투라의 대장 거미라고 할 수 있는 아라고그(Aragog)라고 생각했으며, 이 아라고그를 키우고 있던 해그리드는 이러한 이유로 3학년 때 호그와트에서 퇴학당했었다.

### 바실리스크(Basilisk)
뱀의 왕으로 두꺼비 품에서 부화된 달걀에서 태어났는데, 크기가 엄청나게 크며 수백 년은 묵은 것으로 추정된다. 몸집이 온통 초록색으로 번쩍거리며 길이가 거의 15미터까지 자란다. 바실리스크의 송곳니는 굉장히 강한 독을 뿜어낸다. 파셀마우스만이 바실리스크를 통제할 수 있다. 누구나 바실리스크의 노란 눈동자를 똑바로 바라보면 즉사한다. 하지만 직접 보지 않는다면 돌처럼 굳는다. 맨드레이크로 치료할수있다. 살라자르 슬리데린이 만든 비밀의 방에 살고 있다. 최초의 바실리스크는 파셀마우스였던 어둠의 마법사 헤르포에 의해 탄생되었다. 헤르포의 바실리스크는 약 900년 가까이 살았다고 한다. 하지만 살라자르 슬리데린이 호그와트를 떠나며 만든 바실리스크는 약 1000년 이상 살았으며, 해리 포터가 고드릭 그리핀도르의 검으로 파괴하였다.

### 보가트(Boggarts)
요정으로 주로 방구석의 틈이나, 낡은 옷장 등에서 살아간다. 사람과 마주치게 되면 그 사람이 가장 두려워하는 것으로 변한다. 그러나 보가트를 물리치는 것은 아주 쉽다. 그것은 바로 리디큘러스 주문을 외치고, 리디큘러스 마법에 의해 우스꽝스럽게 변한 보가트를 보고 신나게 웃어주는 것이다. 보가트를 만날 때에는 여러 사람과 함께 있는 것이 좋다. 그러면 보가트는 어떤 것으로 변해야 할지 모르고 망설인다. 보가트의 변신하는 성질 때문에 보가트의 본 모습을 아는 사람은 아무도 없다.

### 켄타우로스(Centaurs)

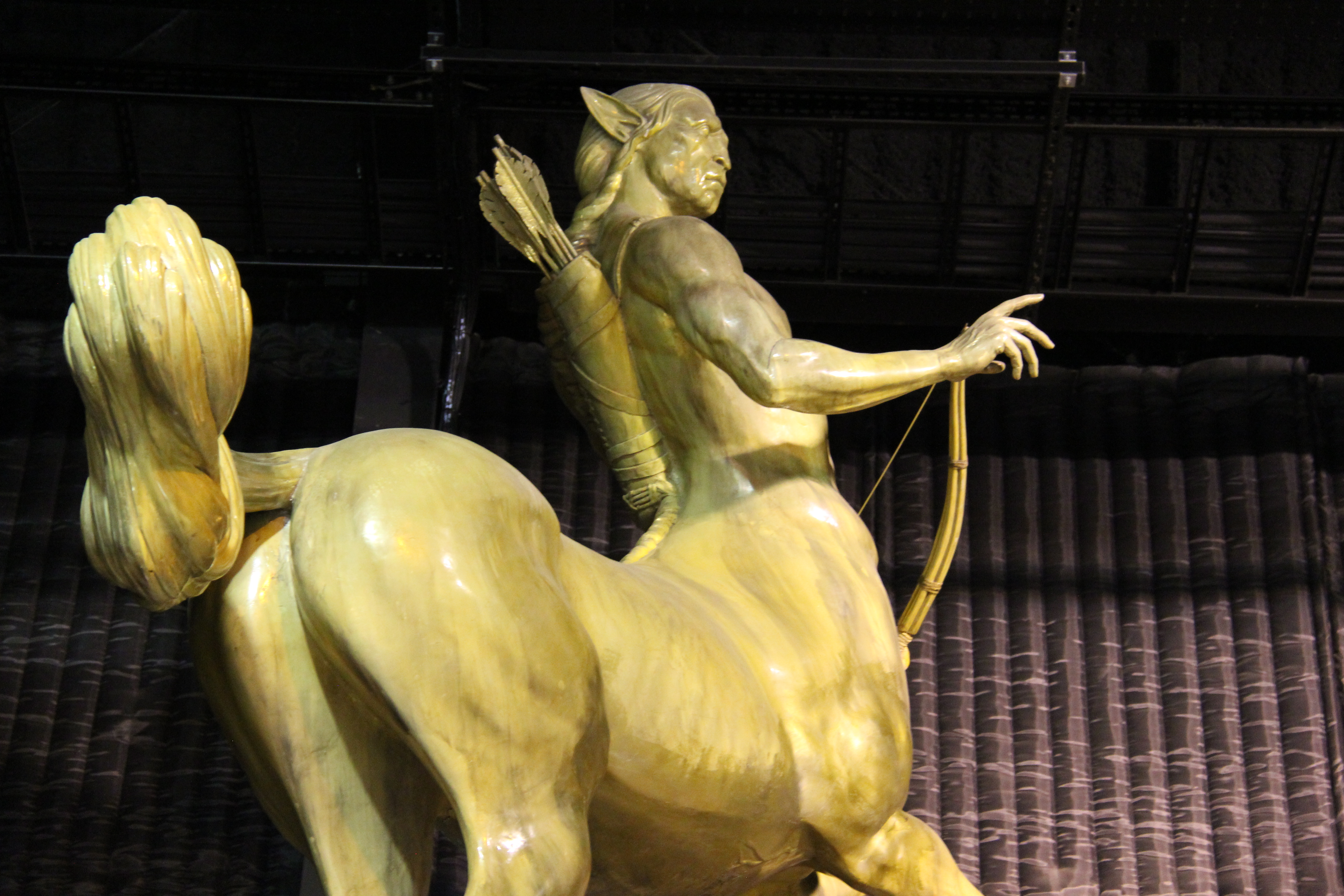
켄타우로스

켄타우로스는 보통 울창한 숲에 살고 있으며, 인간과의 접촉을 꺼려하는 반인반마의 생명체이다. 이들은 행성의 움직임을 관측하여 점을 치는 것으로도 알려져 있다.
목록
- 피렌체(Firenze)
- 베인(Bane)
- 마고리안(Magorian)
- 로난(Ronan)

### 디멘터(Dementors)

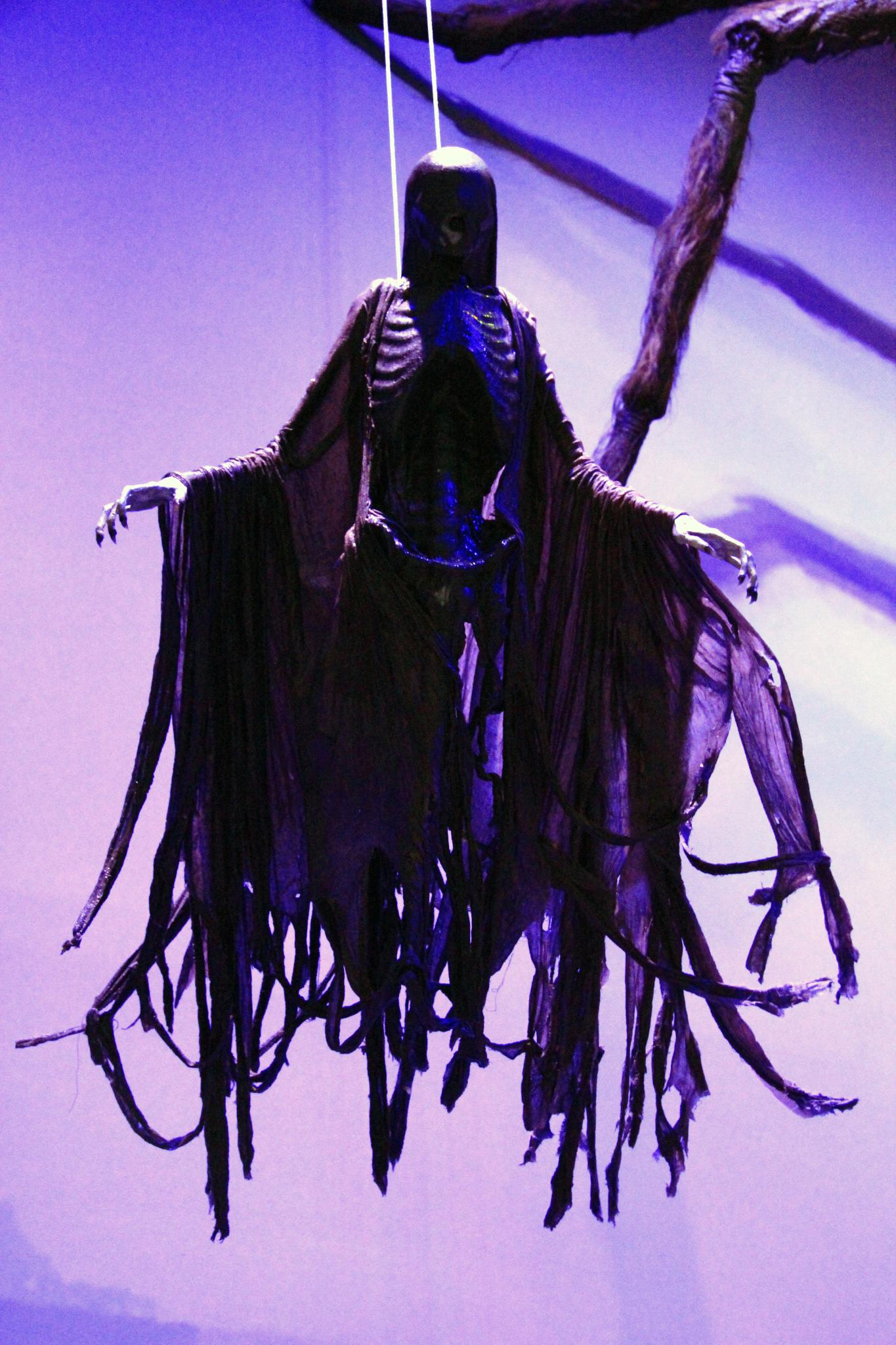

디멘터는 해리 포터 세계관에서 가장 끔찍한 생물체 중 하나이다. 원래 아즈카반의 간수였으나 나중에 죽음을 먹는 자들의 편으로 돌아선다. 이들은 마이너스적 감정(절망, 슬픔 등)의 집약체이므로 물리적인 공격에 절대적인 내성을 지니기에 행복한 감정의 결정체인 패트로누스만이 이들을 물리칠 수 있다고 한다. 또한 마이너스적 성질을 띄므로 주변의 플러스적인 감정을 흡수한다. 따라서 디멘터 주변의 지성체들은 평생 겪었던 기억하고 싶지 않은 일들을 끝없이 되풀이 해보게 된다. 작중 피그 부인의 증언에 의하면 다시는 행복해 질 수 없을 것 같은 기분이 들게 한다고 한다. 이는 작중에서 크루시아투스 저주와 함께 최악의 고문으로 통한다. 이들이 할 수 있는 최악의 행동은 영혼의 흡수인 디멘터의 입맞춤이다.
해리 포터와 아즈카반의 죄수에서 가장 많이 등장하였으며 끔찍한 일을 겪은 사람에게 강한 영향력을 지니기에 해리 포터에게 가장 무서운 존재이다.

### 유령(Ghosts)
- 목이 달랑달랑한 닉(Nearly Headless Nick) - 니콜라스 경(Sir Nicholas de Mimsy-Porpington)으로도 불리는 닉은 그리핀도르 기숙사를 지키는 유령으로 15세기에 사형 집행을 당할 때 무딘 도끼로 45번이나 목을 내리쳤지만 목이 완전히 떨어지지 않아서 목이 달랑달랑한 닉이라는 별명을 가지게 되었다. 자신의 달랑달랑한 목이 콤플렉스. 자신의 별명을 별로 좋아하지 않으며, 생전에 참수형을 당한 유령들의 클럽인 '머리 없는 사냥회(Headless Hunts)'의 가입도 거부당했다
- 피투성이 남작(The Bloody Baron) - 슬리데린 유령
- 회색 숙녀(The Grey Lady) 혹은 헬레나 래번클로(Helena Ravenclaw) - 래번클로 유령. 호그와트의 설립자 로웨나 레번클로(Rowena Ravenclaw)의 딸이다.
- 뚱뚱한 수도사(Fat Friar) - 후플푸프 유령
- 커스버트 빈스(Cuthbert Binns) - 호그와트에서 마법의 역사 과목을 가르치는 유령. 어쨰서인지 죽은뒤에도 그대로 수업을 계속한다. 그의 수업은 너무 지루해서 헤르미온느 같은 우등생 말고는 거의 모두가 잠을 잔다고 한다.
- 울보 머틀(Moaning Myrtle) - 1950년대에 호그와트에서 바실리스크에 의해 죽은 여학생 유령이다. 여자 화장실에 살며 억울한 죽음을 하소연한다.
- 패트릭 데라니 포드모어 경(Sir Patrick Delaney-Podmore)
- 장난꾸러기 유령 피브스(Peeves) - 이름 그대로 장난꾸러기이며 피투성이 바론만이 통제할 수 있다.(정확히는 폴터가이스트다.)

### 거인(Giants)
해리포터 세계에서 거인은 인간과 거인의 피를 물려받은 혼혈로, 보통 사람에 비해 덩치가 크며 키도 약 두 배 정도나 된다. 하지만 전투적인 성격으로 인하여 세계에 몇 마리 남지 않았다. 루베우스 해그리드는 호그와트 마법학교의 사냥터를 지키는 거인 혼혈이자 신비한 동물들을 돌보는 과목 교수이다.

### 고블린(도깨비)(Goblins)
마법사들의 은행 그린고트에서 일을 한다.
목록
- 그립훅(Griphook)
- 고르눅(Gornuk)
- 보그로드(Bogrod)
- 라그녹(Ragnok)
- 라그눅 더 퍼스트(Ragnuk the First)
- 아르키 필팟 (Arkie Philpott)

### 집요정(House-elves)
마법사의 집에 사는 일종의 노예이다. 대부분의 마법사들은 집요정을 하찮게 여긴다. 주인이 옷을 줘야만 해방된다. 대표적으로 도비, 윙키, 크리처 등이 있다.

### 세스트랄(Thestrals)

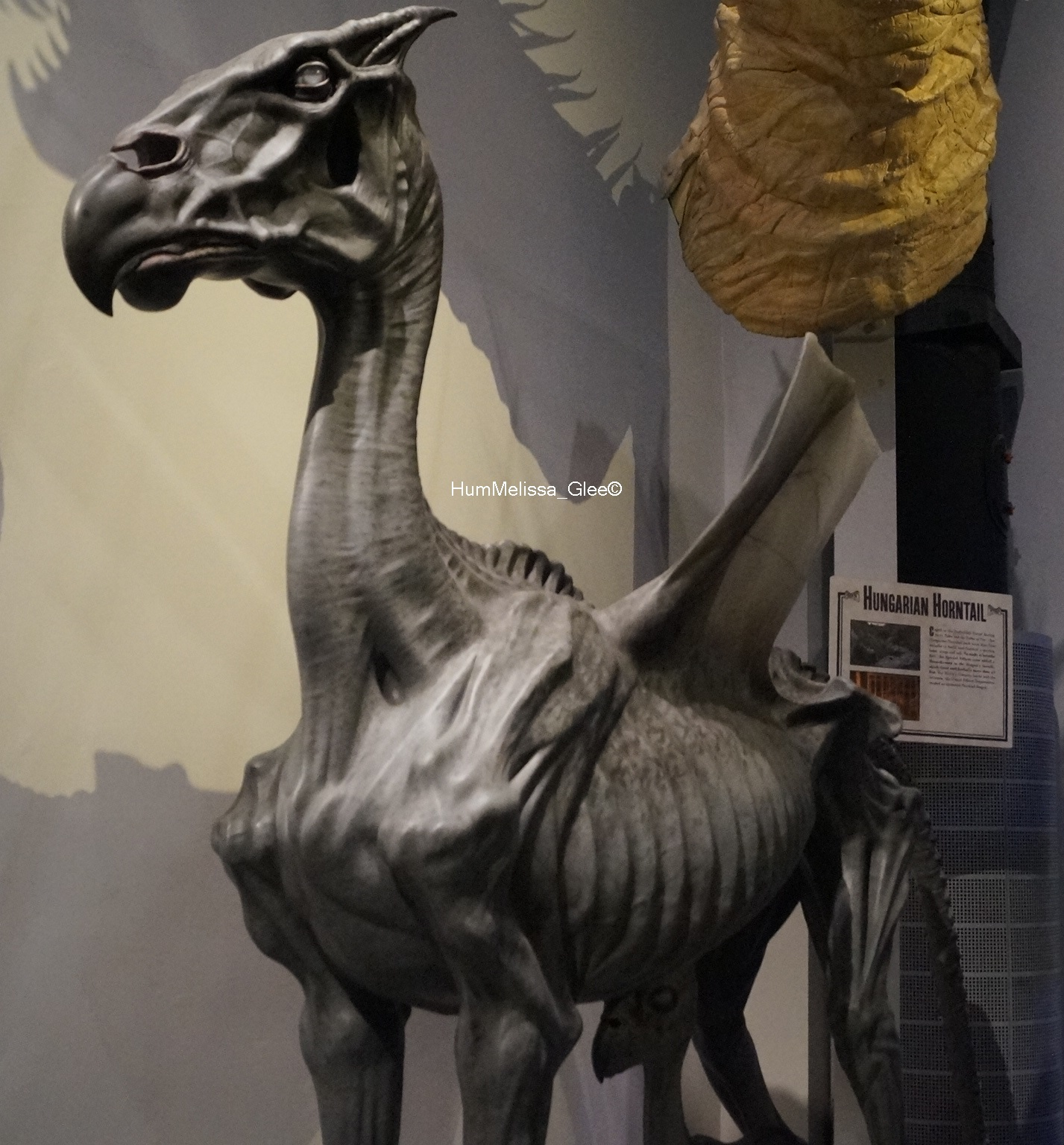
세스트랄

- 죽음을 목격한 사람만 볼 수 있는 말을 닮은 동물이다.

### 늑대인간(Werewolves)
늑대인간은 보름달이 뜨는 짧은 기간 동안 존재하는 생물이다. 다른 시간에는 정상적인 인간의 모습을 하고 있다. 보름달을 보면 변신하기 시작하고, 변신한 뒤에는 원래의 이성을 유지하지 못하고 공격적으로 변한다. 모습은 해리포터와 아즈카반의 죄수의 장면 참고. 리무스 루핀이 해리포터와 아즈카반의 죄수에서 자신이 늑대인간인 걸 밝힌다(헤르미온느 그레인저가 알아냄).

## 캐릭터
- 도비(Dobby) - 말포이 가족의 집에서 일하는 집요정이다. 2권 해리포터와 비밀의 방에서 해리포터가 호그와트 마법학교에 돌아가지 못하게 방해한다. 그 뒤에도 종종 도움을 주다 7권 해리포터와 죽음의 성물에서 해리와 친구들을 구하고 벨라트릭스의 칼에 맞아서 사망하였다.

- 퍽스(Fawkes) - 알버스 덤블도어의 애완 동물 불사조이다.

- 피렌체(Firenze) - 반은 말이고 반은 사람인 켄타우로스이다. 금지된 숲에 살았었지만 볼드모트의 부활 이후 마법사들과 힘을 합쳐야한다고 주장하다 금지된 숲에서 쫓겨나 호그와트 점술 과목 교수가 되었다.

- 그립훅(Griphook) - 그린고트의 도깨비 중 한명으로 볼드모트에게 아바다 케다브라 마법을 맞고 사망한다.

- 헤드위그(Hedwig) - 해리포터의 올빼미.

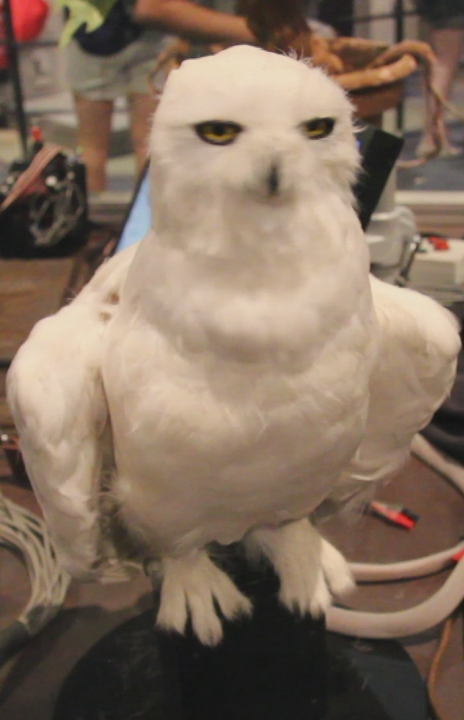

1권 해리포터와 마법사의 돌에서 해리포터의 11세 생일 날에 루베우스 해그리드가 다이애건 골목 상점에서 사줬다. 7권 해리포터와 죽음의 성물에서 해리를 구하려다 죽는다. 흰부엉이 종류로 하얀 깃털을 가지고 있다.
- 호키(Hokey) - 햅시바 스미스의 집에서 일하는 집요정이다.

- 크리처(Kreacher) - 블랙 가문에서 대대로 일해 온 집요정으로 시리우스 블랙이 싫어하는 노예이다.

- 내기니 (Nagini) - 볼드모트의 뱀으로 불의 잔에 처음으로 등장한다. 볼드모트의 호크룩스이다. 원래는 착한 여성이지만 저주 받은 가문의 피로 뱀으로 바뀌었다. 자세한 이야기는 '신비한 동물 사전'에 언급되어 있다.

- 피브스(Peeves) - 호그와트 마법학교의 소리의 요정으로 잦은 말썽을 일으켜 아구스 필치와 항상 전쟁을 치른다.
- 윙키(Winky) - 크라우치 가문의 여자 집요정이다.

### 위즐리 가문의 생물
- 스캐버스(Scabbers) - 12년 동안 산 갈색 쥐로 처음에는 퍼시의 것이였지만 론에게 전달 되었다. 3권 해리포터와 아즈카반의 죄수에서 스캐버스는 애니마구스(Animagus) 변신술로 쥐로 변신한 피터 페티그루로 드러났다.
- 피그위존(Pigwidgeon, 애칭 "Pig") - 론의 활동적인 부엉이로 스캐버스의 분실로 시리우스 블랙에게 선물 받았다.
- 헤르메스(Hermes) - 퍼시의 다호마스(screech owl, 부엉이와 흡사한 맹금류의 종류)로 그리스의 신 헤르메스에서 따와 이름이 지어졌다. 5학년 반장으로 부모님에게 선물 받았다.
- 에롤(Errol) - 가족의 택배 일을 하는 회색 부엉이이다.
- 아놀드(Arnold) - 보라색의 피그미 퍼프(퍼프스 케인의 소형 종류)로 지니가 소유하고 있다.
- 구울(ghoul)
- 지놈(gnomes)

### 해그리드의 애완 동물
- 아라고그(Aragog) - 거인 거미 애크로맨투라(Acromantula)의 종류이다.
- 벅빅(Buckbeak) - 히포그리프(Hippogriff)의 종류이다.
- 팽(Fang) - 맷돼지 사냥개의 보하운드(boarhound)의 종류이다.
- 플러피(Fluffy) - 머리가 세개 달린 개의 케르베로스 종류이다.
- 노버트(Norbert) - 노버타(Norberta)으로도 불리며 드래곤의 노르웨이 리지백(Norwegian Ridgeback)의 종류이다.
- 테네브러스(Tenebrus) - 세스트랄(Thestral)으로도 불린다.

## 같이 보기
- 신비한 동물 사전